# Trangan
Trangan é uma ilha indonésia nas ilhas Aru, no mar de Arafura. Está situado na província de Molucas, na Indonésia. Sua área é de 2149 km².